# 베를린 프랑크푸르터 알레역
베를린 프랑프쿠르터 알레역(Bahnhof Berlin Frankfurter Allee)역은 베를린 프리드리히스하인크로이츠베르크구 프리드리히스하인에 있는 베를린 순환선 및 베를린 U5의 철도역이다.

## 순환선
1872년 5월 1일 프리드리히스베르크(Friedrichsberg)역으로 개통했다. 이 이름은 현재 역 남쪽에 있는 프리드리히스베르크 농장 단지에서 기원했다. 1890년/1891년에 현재의 프랑크푸르터 알레역이 건설되었다. 1920년대 도시 철도 건설로 인하여 순환선 철교가 철거되었고 더 넓은 철교로 재건축되었다. 역 내에서의 직접 환승 통로도 계획되었으나 실제로 건설되지는 않았다. 이 시기에 건설된 프랑크푸르터 알레 대로의 중앙선을 따라 설치된 철제 구조물은 여전히 유지되어 있다.
2012년 4월 전자식 신호소가 가동되어 프렌츨라우어 알레부터 노이쾰른(각각 역사 제외) 사이 구간을 제어한다. 이에 따라서 그라이프스발터 슈트라세, 오스트크로이츠, 트레프토어 파르크 신호소와 이 역에 설치된 자동폐색 구간이 폐쇄되었다. 신호소 전산실은 과거 컨테이너 화물역 근처에 있다. 2014년 7월부터 1인 승무를 위한 ZAT-FM이 도입되었다.
2015년 가을에 역 건물과 소규모 상가 개보수 공사가 시작되었다. 공사 지연 끝에 2017년 말에 완공 예정이다.

### 화물역
순환선 승강장 동쪽에 화물역이 있었다. 순환선 건설 이후 루멜스부르크 및 리히텐베르크 지역에 화물역이 설치되었다. 이들 화물역은 프랑크푸르터 알레역 남쪽에서 출발하는 순환선과 별도의 연결선으로 연결되었다. 19680년부터 1970년 사이에 동독에서 새로운 컨테이너 화물역을 설치했으며, 리히텐베르크 방면에서 진입할 수 있었다. 1968년 6월 30일 로스토크항에서 출발한 컨테이너 30개를 수송하는 열차가 이 역에 최초로 도착했다. 컨테이너 상하차선 18개가 설치되어 있었고, 일간 1000개까지의 컨테이너를 처리할 수 있었다. 베를린 소재 기업에서는 약 500개를 처리했다. 컨테이너 화물역 진입로와 묄렌도르프슈트라세의 교차로에 있는 주택의 박공에 컨테이너를 실은 카마스 트럭이 그려졌다.
독일의 재통일 이후 컨테이너 화물역이 불필요해졌다. 1999년 12월 31일에 폐쇄되었다. 부지를 소유하고 있었던 도이체반은 폐쇄 이후에도 선로, 크레인, 창고 시설을 유지 관리만 하고 있었다. 과거에 컨테이너 화물역이 있었음을 기념하기 위해서 1997년에 진입로 도로명이 Am Containerbahnhof로 변경되었다. 근처에 있른 링첸터의 화물 운송로와 주차장 진입로로 기능하고 있다.
2019년 5월에는 과거 컨테이너 화물역 남쪽에 있었던 B2 신호소 건물이 철거되었다.

## 도시 철도
도시 철도역은 1930년 12월 21일 프랑크푸르터 알레(링반)(Frankfurter Allee (Ringbahn))역으로 개통했다. 역사는 알프레드 그레난데르가 설계했다. 건설 당시 역 주요 색상은 빨간색 소형 세라믹 타일이었다. 1980년대 보수 공사 중에 주황색으로 변경되었다. 2004년 보수 공사에서 다시 빨간색으로 복원되었고, 승강장과 중간층 사이 엘리베이터가 개통되었다. 링센터(Ring-Center) I 건물로의 연결 통로가 건설되었다.
U5 지하역과는 다르게 내부에 지지 기둥이 2열로 설치되어 있다. 당시 S반과의 환승 승객을 고려하여 승강장 폭을 최대 13.30 m까지 넓게 설계했기 때문에 하중 지지를 위해서 기둥이 더 필요해졌다. 같은 이유로 승강장 계단이 넓게 설계되었다. 역 서쪽과 동쪽으로 복선 인상선이 설치되어 있다.

## 인접 철도역
베를린 노면전차 M13, 16 및 베를린 버스 N5번과 환승 가능하다.
| 베를린 S반                            | 베를린 S반 | 베를린 S반                               |
| ------------------------------------- | ---------- | ---------------------------------------- |
| 슈토르코어 슈트라세 반시계방향 순환   | S41 · S42  | 오스트크로이츠 시계방향 순환             |
| 슈토르코어 슈트라세 비르켄베르더 방면 | S8         | 오스트크로이츠 그뤼나우(빌다우) 방면     |
| 슈토르코어 슈트라세 팡코 방면         | S85        | 오스트크로이츠 쇠네바이데(그뤼나우) 방면 |
| 베를린 지하철                         |            |                                          |
| 자마리터슈트라세 중앙역 방면          | U5         | 마그달레넨슈트라세 회노 방면             |